# حس پرواز پروانه‌ها در شکم

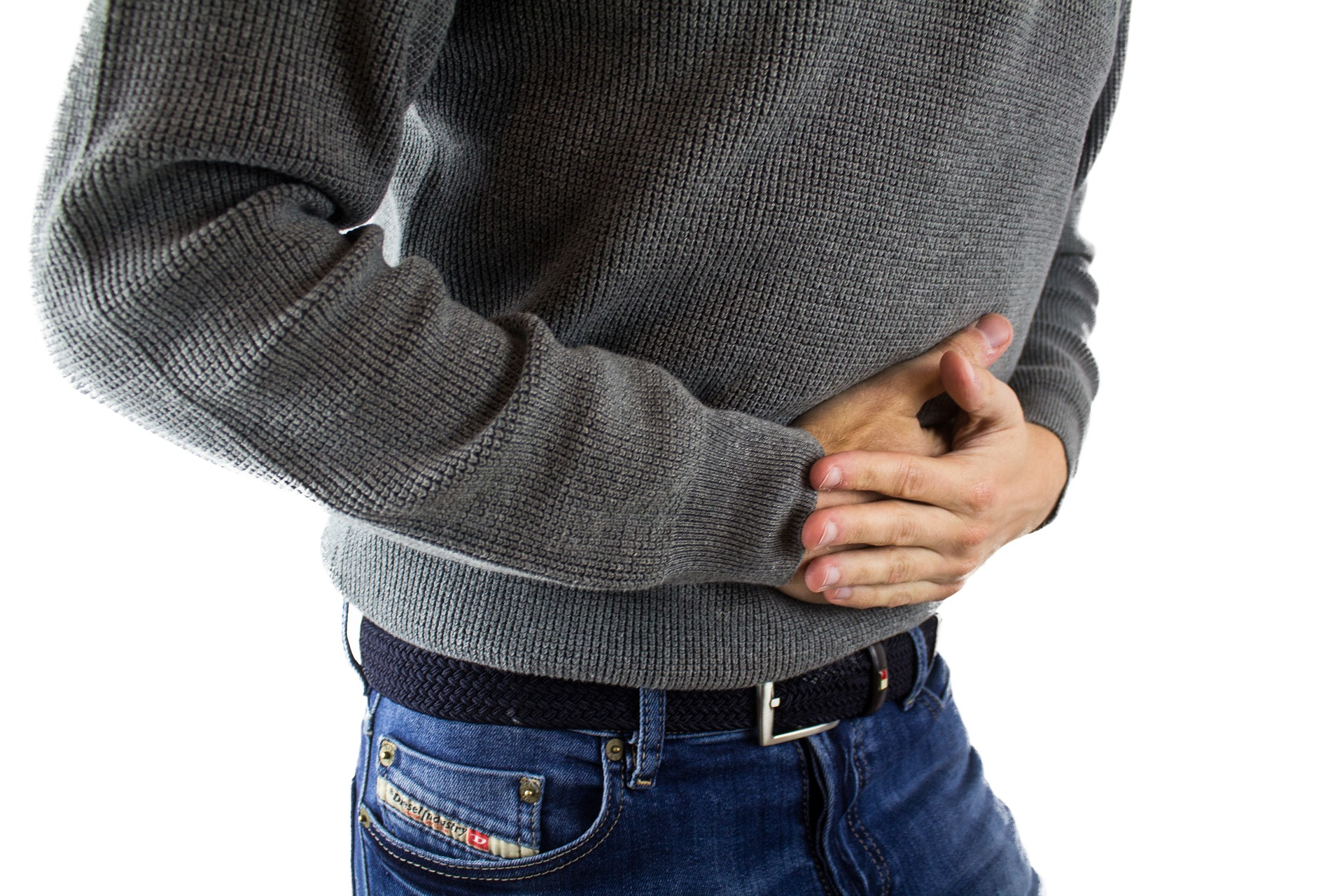
حس پرواز پروانه‌ها در شکم

حس پرواز پروانه‌ها در شکم (یا حس پروانه داشتن در شکم)، حسی جسمی در انسان است که حس شلوغی در معده است و ناشی از افت جریان خون به این عضو می‌باشد. این اتفاق نتیجهٔ ترشح آدرنالین در یک پاسخ جنگ یا گریز است، که به افزایش ضربان قلب و فشار خون می‌انجامد و در نتیجه باعث ارسال شدن خون بیشتر به ماهیچه‌ها می‌شود.
این اتفاق می‌تواند نشانه‌ای از اختلال اضطراب اجتماعی باشد. نشانه‌های این پدیده، عموماً قبل از تلاش برای مشارکت در یک مسئلهٔ مهم، تجربه‌می‌شود.